# ぷりぞな6
『ぷりぞな6』（PRIZONA6）は、原作：金月龍之介、作画：KOJINOによる日本の漫画作品。『月刊サンデージェネックス』（小学館発行）にて、2008年9月号から2010年9月号まで連載。

## あらすじ
経度・緯度不明のただ「島」と呼ばれる孤島に、6人の少女たちが暮らしていた。彼女らにはどうやって島に来きたかや、元々の生活をしていた頃の記憶がほとんどなく、自分の名前すら思い出せない。1から7までのナンバーとそれにちなんだあだ名で互いに呼び合う。島に来る前の自分の正体やそこでのトラウマに怯え葛藤しそれに立ち向かいながら、島や自分たちに関わる謎の真相を探り、己の存在意義や島に連れてこられた意味を探求するサバイバルSFストーリー。果たして彼女らは元いた世界に戻れるのか。

## 登場人物

### プリゾナーの少女たち
1から6までのナンバーをふられた少女たち。島には最大で6人のプリゾナーがおり、今まで入れ代わり立ち代わりで数多くの少女たちが島に連れてこられている。連れてこられた目的、その首謀者などは不明。
むっちん
主人公。No.6。「島」に最後に来た少女。濃い茶色の短髪で幼児体型の女子高生。活発的で行動派。仲間意識が強く優しい性格。他の少女たちを救うために体を張ることもしばしば。
断片的に残る島に来る前の記憶に登場する憧れの「先輩」に会うために、何度も島からの脱出を試みるが、いずれも失敗に終わっているが、過去の呪縛にとらわれていた珊瑚の心を開いたことで島を脱出する権利を得る（「卒業」）。時を同じくして"追放"される二胡を救いだし、"システム"に排除されそうになるナナコを連れ出して仲間全員で島を出ようと脱出ポイントである駅へ向かう。
苺
No.1。薄い茶色の、ややウェーブのかかった長髪のメガネっ娘。
"報告書"や"リクエスト"をポストに投函したり、マニュアルを管理する。そのいずれも前任のNo.1から引き継いだ仕事で、苺自身が島でよくしてもらったことのある前任のNo.1のように頼りがいのあるNo.1になろうと努める。
二胡が追放される際、一度は非情な選択を決めるも、一人「追放されし者」に立ち向かうむっちんに感化され、珊瑚、ごっちんとともにむっちんの援護に向かう。
二胡
No.2。薄灰色の長髪。
島にある喫茶店「五百蔵（いおろい）」の店主でコーヒー好き。少女たちの中では年長でお姉さん的存在。幼い珊瑚の保護者代わりでもあり一緒に暮らしている。イベント好きで、ことあるごとに喫茶店に横断幕を用意しパーティーを開く。
第12話で追放が決定し一時はそれを受け入れるが、むっちんらの説得に心打たれ皆と共に島を脱出する道を選ぶ。
珊瑚
No.3。黒髪短髪。少女たちの中では一番幼い。
島に来る以前、両親に疎まれる形で飛び降り自殺するが、なぜか無傷で生還。その後、他人にその人が望んだ夢を見せることの出来る超能力を身につける。しかしそれを両親に悪用され、そのことが心の闇となっていた。その一部始終を夢として島の少女たちに見せており、そのことが彼女らに「自分たちにも思い出したくない過去があるのではないか」と思わせていた。後にその夢を見せられたむっちんが彼女の「心の深いところに降りた」ことで珊瑚は過去の呪縛から解放される。
No.6にむっちんというあだ名をつけたのは彼女である。
No.4
愛称は無し。薄ピンク色のセミロング。体格の割に巨乳。
むっちんが島に来る以前、互いに愛し合いいつまでも一緒にいようと誓い合ったふたゑ（二人はレズの関係だった）が一人島から出たことで裏切られたと思い込み、人間不信に陥る。その後は島の奥地の洋館に一人で住んでいた。このことが原因で気性が不安定でヒステリックな性格になる。
ナナコを島の謎の黒幕だと思い込み島の真相を知るために彼女に挑むが敗北し、ふさぎ込む。しかしナナコからふたゑに関する真実を聞かされたことと、むっちんに諭されたことでナナコを含めた全員と島を出ることに参加する。
ごっちん
No.5。緑色の跳ね返り髪。
明るい性格で常に気楽に振舞っており、むっちんとも少女たちの中では一番親しげだったが、その裏では、珊瑚の様に自分たちにも他人に触れられたくない過去があるのではないか、お互いに闇を抱えたまま付き合っているのではないかという葛藤に常に苛まれていた。むっちんの「卒業」も素直に喜べないでいたが、圧倒的不利な状況でも追放される二胡を一人助けに行くむっちんに感化され、皆との出会いや島で過ごしたことの意味を見出すために苺や珊瑚らと共にむっちんを援護、全員で島を脱出することを目指す。
旧No.1
苺が島に来た当時のNo.1。島に来たばかりで不安だった苺の支えとなった。箱を開けることに成功し島を脱出している。その後No.1を受け継いだ苺は、彼女の様にクールで頼りがいのあるNo.1になりたいと語る。
ふたゑ
旧No.2。黒髪で三つ編みの二つ縛り。
No.4と愛し合っていた仲で、いつまでも一緒にいようと誓い合う。それ故、箱を開けることに成功した際には島に残ることを選ぶが、島に残ろうとすることで「追放されし者」になることを防ぐためにナナコによって強制的に脱出させられる。これはNo.4が眠っている間に起きたため、No.4は以後ふたゑが自分を裏切ってこっそり島を脱出したのだと思い込む。また、ナナコもNo.4には自分の様にはなってほしくないと思っていたことで、ギリギリまでNo.4には真相を話さなかった。

### 島の“システム”
歴代のNo.7は皆島に戻ってきてしまった元プリゾナーで、島のシステムを司ると共にシステムの一部としての役目を負う。No.1から6のプリゾナーと違い島を脱出する権利は持たない。
ナナコ
No.7。黒色長髪。巨乳。煙草をくわえていることが多い。
かつてNo.6として島にいたことがある。その時に島から脱出することに成功するが、島で経験したことの意味を見出せず島の外でも孤独から解放されることがなかった。そのことで再び島に戻ってきてしまい、島の"システム"を司る「No.7」を受け継ぐ。むっちんに助言を与えたり、ふたゑを強制的に脱出させたりとその使命を全うしてきたが、島のシステムに矛盾を感じ、それを正そうとしたことでシステムエラー扱いされる。島のシステム死守せんとする旧No.7に排除されかかっていたところをむっちんに助けられる。むっちんらが脱出する際には、全員が卒業できるようにシステムを書き換え自分は島に残ることを選ぶ。
旧No.7
服装以外はナナコとほぼ同じ外観をした少女。ただし年齢はナナコより若干上に見える。島のシステムを司ると同時に島のシステムの一部。ナナコが嘗て島を出た際に案内役を務めたと同時に再び島に戻ってきてしまったナナコを受け入れNo.7の役割を担わせるが、ナナコがシステムを歪めたことで彼女を「バグ」と認定、排除しようと現れナナコを連れ出そうとするむっちんらにも襲いかかる。

## その他
先輩
むっちんの、島に来る以前に通っていた高校での先輩。島に来る以前むっちんは彼にラブレターを渡していた。その時に「むっちん」の名を口にしており、謎の残る人物（「むっちん」はむっちんが島に来てから付けられたあだ名で、当然彼がそれを知っていることはありえない）。
追放されし者たち
少女の姿かたちをしているが言葉は発さず、さながらゾンビのように集団でむっちんらに襲いかかる。その正体は嘗て追放された元プリゾナーたちである。

## 用語
システム
「島には最大6人まで収容する」「脱出するには箱を開けなければならない」などの島におけるルール。"リクエスト"の仕組みなどもこれに含まれる。
追放
島を出る意思がないと見なされた者は「追放」され「追放されし者たち」となり、魂を奪われ永遠に島をさまようことになる。
箱
4つのダイヤルがついており、それを正しくそろえることで開くといわれる立方体の箱。毎月一回少女たち全員に自動的に送られてくる。この箱を開けることが、島から脱出する唯一の手段である。
リクエスト
必要な物資のリストを島にあるポストに投函することでオーダーした物品が空から降ってくるというシステム。苺や前任のNo.1は他の少女たちからオーダーをとりリストを送る役目を担っていた。絵本やコーヒー豆からボート、自爆装置、武器・防具など請求可能な物品は多種多様である。

## 書誌情報
- 原作：金月龍之介・作画：KOJINO 小学館 『ぷりぞな6』〈サンデーGXコミックス〉、全4巻
  1. 2009年2月24日発行（2009年2月19日発売）、ISBN 978-4-09-157168-7　
  2. 2009年9月23日発行（2009年9月18日発売）、ISBN 978-4-09-157188-5
  3. 2010年4月24日発行（2010年4月19日発売）、ISBN 978-4-09-157214-1
  4. 2010年9月22日発行（2010年9月17日発売）、ISBN 978-4-09-157238-7